# Japanse bosgems
De Japanse bosgems (Capricornis crispus of Nemorhaedus crispus), bekend in Japan als de "Nihon kamoshika" (ニホンカモシカ), is een bosgems die voorkomt in dichte bossen in Honshu, Japan.
De Japanse bosgems wordt 60 tot 90 centimeter lang en weegt 30 tot 130 kilogram. De Japanse bosgems is bruin met wit, en heeft daaronder een zwarte vacht. De Japanse bosgems heeft een erg dikke vacht, vooral op de staart. Allebei de seksen hebben 10 centimeter lange hoorns, die naar achter gebogen staan.
Japanse bosgemzen leven in dichtbegroeide bossen op hellingen, waar ze bladeren en eikels eten. Het zijn dagdieren en eten 's ochtends en 's avonds en rusten in rotsspleten tijdens de rest van de dag. De bosgems is een solitaire diersoort die ook weleens in paren leeft. Ze leven in lage dichtheden met gemiddeld 2,6 per vierkante kilometer en nooit meer dan 20 individuen per vierkante kilometer. Hun territorium wordt afgebakend met een substantie die lijkt op azijn en die wordt aangemaakt door een klier vlak voor het oog.
In gevangenschap worden deze dieren ongeveer 10 jaar oud. Hoe oud ze in het wild worden is onbekend. Er zijn ongeveer 35 dieren bekend, die in gevangenschap leven.